# 沢村家
沢村家（さわむらけ）は、清和源氏桃井氏庶流と称する武家・士族・華族だった家。江戸時代に肥後国熊本藩主細川家の家老家だった家で、維新後には士族を経て華族の男爵家に列した。

## 歴史
清和源氏桃井氏庶流と称する沢村大学助吉重を祖とする。彼は若狭国小浜で逸見昌経に仕えていたが、主家滅亡後に天正10年（1582年）に細川忠興に仕えた。吉重は細川家重臣で八代城主の松井氏から友好を養子に迎えた。友好は家老を務め、以降代々1万1000石を領した。藩内での家格は松井家・有吉家、米田家の三家に次いだ。
明治維新後には当初士族となった。明治17年（1884年）に華族が五爵制になった際に定められた『叙爵内規』の前の案である『爵位発行順序』所収の『華族令』案の内規（明治11年・12年ごろ作成）や『授爵規則』（明治12年以降16年ごろ作成）では万石以上陪臣が男爵に含まれており、沢村家も男爵候補に挙げられているが、最終的な『叙爵内規』では旧万石以上陪臣は授爵対象外となったためこの時点では沢村家は士族のままだった。
明治15年・16年ごろ作成と思われる『三条家文書』所収『旧藩壱万石以上家臣家産・職業・貧富取調書』は、当時の当主沢村重について所有財産を旧禄高1万1000石と記すのみで所有財産・職業・貧富景況すべて空欄となっている。
明治33年（1900年）5月9日に旧万石以上陪臣かつ年間500円以上の収入を生じる財本を有する25家が男爵に叙されたが、沢村家は「旧禄高壱万石以上判明せしも五百円以上の収入を生ずべき財本を有せざる家」11家の中に含まれたためこの段階では授爵されなかった。
その後沢村家の旧臣や、旧主家の当主である侯爵細川護成から田中光顕宮内大臣に沢村家叙爵請願が出されているが、いずれも不許可となった。明治39年（1906年）9月17日に至って年間500円以上の収入を生じる財本を確立したとして沢村重は男爵に叙せられた。
その子武雄の代に沢村男爵家の住居は愛知県豊橋市野田町にあった。